# Muchachos jugando a soldados
Enfants jouant aux soldats
Muchachos jugando a soldados (« Enfants jouant aux soldats ») est un tableau de Francisco de Goya réalisé entre 1778 et 1779, qui fait partie de la troisième série de cartons pour tapisserie destinée à la chambre du Prince des Asturies au Palais du Pardo. 
Il est exposé au musée du Prado et une esquisse est conservée dans la collection Yanduri de Séville.

## Contexte de l'œuvre
Tous les tableaux de la troisième série sont destinés à la chambre du Prince des Asturies, c'est-à-dire de celui qui allait devenir Charles IV et de son épouse Marie Louise de Parme, au palais du Pardo. Le tableau fut livré à la Fabrique royale de tapisserie le 6 janvier 1779.
Il fut considéré perdu jusqu'en 1869, lorsque la toile fut découverte dans le sous-sol du Palais royal de Madrid par Gregorio Cruzada Villaamil, et fut remise au musée du Prado en 1870 par les ordonnances du 19 janvier et du 9 février 1870, où elle est exposée dans la salle 92. La toile est citée pour la première fois dans le catalogue du musée du Prado en 1876.
La série était composée de La Feria de Madrid, El Cacharrero, El Militar y la señora, La Acerolera, Muchachos jugando a soldados, Niños del carretón et El Juego de pelota a pala.

## Analyse

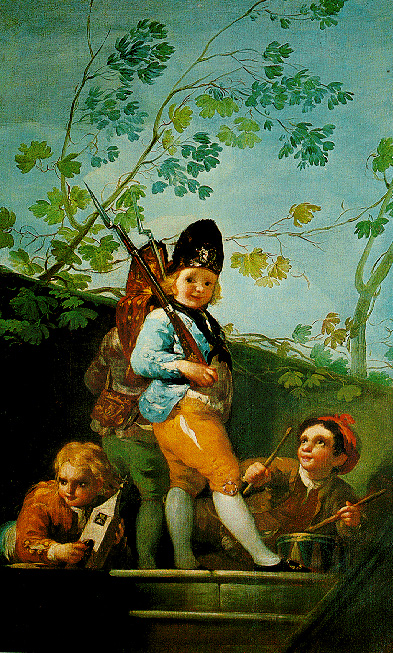
Ébauche du tableau, conservée dans la collection Yanduri de Séville.

Deux enfants portant des fusils sont debout tandis qu'en second plan un autre joue du tambour et un dernier fait sonner une cloche. La contre-plongée est renforcée par la présence d'un promontoire où sont les personnages. 
La composition a à la fois un caractère martial, drôle et enfantin. Le spectateur peut admirer un soldat très joyeux au premier plan, qui est l'une des grandes réussites de l'art de Goya de l'époque. Dans ses scènes de genres et critiques sociales, Goya représenta souvent les enfants. 
La tapisserie était destinée à être accroché comme dessus-de-porte, comme tous les cartons consacrées aux enfants, comme Enfants dans un chariot, Garçons cueillant des fruits et Enfants gonflant une vessie. La gamme de couleurs est similaire à celle du Marchand de vaisselle, tous deux étant destinés au même mur. 
Les couleurs jaune et bleu de l'œuvre donnent un caractère plus gai en écho aux visages des enfants. Le touché et l'éclairage font de cette toile un antécédent à l'impressionnisme. 
L’œuvre a causé de nombreux problèmes aux tapissiers qui eurent à adapter la composition au goût dominant de l'époque.